# Cendrine Dominguez
Pour les articles homonymes, voir Dominguez.
 (août 2023).
Cendrine Dominguez, née Cendrine Casery, est une animatrice de télévision et de radio et productrice française, née le 14 décembre 1962 à Troyes (Aube).
 Elle est principalement connue pour avoir coanimé Fort Boyard, sur France 2, de 1993 à 2002, et comme présentatrice sur la chaîne Téva.

## Biographie

### Enfance et études
Après avoir passé son enfance à Saint-André-les-Vergers, elle fait des études d'Arts graphiques à Paris dès 1980[réf. nécessaire].

### Carrière

#### Télévision
Elle commence sa carrière à la télévision sur FR3 en 1992 avec une chronique dans l'émission 40° à l'ombre. Elle présente ensuite Sportissimo puis Troc Moi Tout sur France 3.
En 1993, elle présente la partie sportive du jeu Un Pour Tous sur France 2, qui comporte également une partie intellectuelle présentée par Christian Morin.
Chaque été, de 1993 à 2002, elle coanime le jeu Fort Boyard sur France 2 : tout d'abord avec Patrice Laffont pendant sept saisons (de 1993 à 1999), puis avec Jean-Pierre Castaldi pendant trois saisons (2000-2002). Elle est l'animatrice qui est restée le plus longtemps à la présentation du jeu, Olivier Minne détenant le record pour les animateurs. Cendrine Dominguez quitte la présentation du jeu à la fin de la saison 2002, se consacrant à son émission Téva Déco sur la chaîne Téva. Le 31 juillet 2004 elle participe à l'émission spéciale du 15e anniversaire du jeu Fort Boyard. Cendrine Dominguez a longtemps refusé de revenir en tant que candidate, ayant une peur phobique des serpents. Pourtant elle est de nouveau candidate dans l'émission spéciale des 35 ans de Fort Boyard tournée en 2024. Cette émission revêt un caractère particulier, car elle est diffusée le 14 août 2024, une semaine jour pour jour après le décès de Patrice Laffont, présent lui-même dans cette spéciale, avec à leur côtés les anciennes Miss France Sylvie Tellier et Camille Cerf, le nageur Théo Curin et le danseur Brahim Zaibat
Cendrine Dominguez a également participé à Citoyens du Monde sur La Cinquième. 
En 1996, elle fonde sa propre émission Téva Déco sur Téva. Cette émission, pionnière dans son domaine, est consacrée à la maison et à la décoration. Cendrine deviendra productrice de cette émission quelques années plus tard, en 2003, tout en conservant son rôle d'animatrice.
En 2000, Cendrine Dominguez anime La Quotidienne où elle se glisse dans le quotidien de femmes inconnues, devenant le temps d'une émission, les reporters de leur propre vie. L'année suivante, elle anime une émission sur les malheurs du quotidien L'humeur de Cendrine.
Cendrine remporte le prix de la femme préférée du câble et du satellite aux ithèmes 2000 pour son émission Téva Déco.
En 2003, elle est à l'origine de D’Home Productions, la première société de production spécialisée dans l’univers de la maison et de son environnement. La même année, en mai, elle présente On change le décor sur Téva, parallèlement à Téva Déco.
En 2004, elle est auteur et coproductrice avec MK2 de Dans les Secrets du Quai d’Orsay diffusé sur France 5. La même année, on la retrouve également dans l'émission Les ateliers de Cendrine, une émission qui cultive l'art de vivre au quotidien. 
Cendrine Dominguez intervient également dans différents projets, tels que La Maison de Cendrine, une série d'émissions courtes sur M6, parrainée par EDF, Métamorphoses en 2003 et 2004, une série inspirée par Philippe Model et La métamorphose, des documentaires sur l’habitat pour la chaîne Voyage.
Depuis 2005, Cendrine Dominguez est aux commandes de son émission Téva Déco. L'émission a fêté ses dix ans d'existence en 2007 sur Téva.
Le 9 novembre 2008, elle a participé à l'émission spéciale Vivement Dimanche - Bon anniversaire France 2 ! sur France 2 aux côtés de Patrice Laffont, Jean-Pierre Castaldi, Olivier Minne, Sophie Davant et Anne-Gaëlle Riccio pour célébrer les 20 ans de Fort Boyard dont elle a été l'animatrice vedette pendant dix saisons (1993-2002).

#### Radio
(avril 2024).
Durant la saison 1994-1995, elle connaît sa première expérience radio en animant sur Europe 1 la tranche dominicale de l'après-midi aux côtés de Gérard Holtz et de Gérard Fusil .
Entre 1995 et 1998, elle anime sur Sud Radio les émissions Avec ou sans sucre et Samedi passion.
À la suite de cette longue collaboration, elle arrive chez RMC où elle présente une chronique quotidienne : Mots et Passions. 
En septembre 2005, elle signe chez RTL et anime l'émission La Maison de Cendrine. Elle y restera deux saisons jusqu'en 2007.  
En septembre 2007, année de son retour chez RMC, elle présente, le samedi matin, l'émission Question déco.
En 2010, elle rejoint Europe 1, la radio de ses débuts.

#### Livres
Cendrine Dominguez a signé plusieurs livres dont les thèmes sont assez variés : décoration, maison, voyage, cuisine...

#### Production
Parallèlement à sa carrière audiovisuelle, Cendrine Dominguez a créé en 2003 D’Home Productions, une société de production spécialisée dans la maison et la décoration, qui intervient lors de salon et d'événements liés à la décoration domestique.

#### Politique
Résidente secondaire aux Contamines-Montjoie depuis le milieu des années 1980,  Cendrine Dominguez est conseillère municipale de mars 2008 à 2014,  élue sur la liste de Bernard Chevallier, ancien maire RPR de la ville.

### Vie privée
En 1986, elle épouse l'ancien joueur de tennis Patrice Dominguez (1950-2015). Ensemble ils ont deux enfants : une fille, Léa, née en 1987 et un garçon, Léo, né en 1990.

## Publications
- 1999 : Partir à deux (éditions Hachette)  (ISBN 978-2012363205) où elle nous fait découvrir des lieux exceptionnels pour un week-end romantique.
- 2000 : Portraits de maisons (éditions Téva - Robert Laffont)  (ISBN 978-2840986119) où elle fait visiter quelques-unes des plus belles maisons de nos régions.
- 2005 : Les Bocaux de Cendrine (éditions Hachette Pratique)  (ISBN 978-2012358010)
- 2006 : Les Décors de table de Cendrine (éditions Hachette Pratique)  (ISBN 978-2012371538)
- 2006 : Les Terrines de Cendrine (éditions Hachette Pratique)  (ISBN 978-2012358348)
- 2006 : préface de Le Guide de la décoration (Éditions du consommateur)  (ISBN 978-2916477015)
- 2007 : Laissez parler vos murs (comprenant un DVD) (éditions Mango)  (ISBN 978-2842707057)
- 2007 : Cendrine Dominguez a tenu une chronique dans le magazine de télévision TV Magazine en 2007-2008 et réalise des vidéos pour le site Internet de ce même magazine depuis 2008.
- 2008 : On change le salon (comprenant un CD-ROM) (Micro Application)  (ISBN 978-2300011146)
- 2009 : Le Kit Couleurs (éditions Solar)  (ISBN 978-2263048388)

## Distinctions
- Chevalier de l'ordre national du Mérite (2009)[8]